# Reggiane Re.2006
Il Reggiane Re.2006 fu un aereo da caccia monomotore monoplano ad ala bassa progettato, nel 1943, dalla divisione aeronautica dell'azienda italiana Officine Meccaniche Reggiane e rimasto ai primi stadi di sviluppo.
Destinato ai reparti da caccia dalla Regia Aeronautica, l'aeronautica militare italiana dell'epoca, nel corso del secondo conflitto mondiale, non riuscì a concretizzarsi nemmeno in un prototipo volante per le vicende belliche legate alla firma dell'armistizio di Cassibile.

## Storia del progetto
Nel 1942 il Ministero dell'aeronautica valutò l'opportunità di convertire i caccia di produzione italiana già in linea ed equipaggiati con motore radiale, in una nuova serie di velivoli dotati di maggiori prestazioni grazie all'adozione del Daimler-Benz DB 605, un 12 cilindri a V rovesciata raffreddato a liquido che già equipaggiava con successo i caccia dell'alleato tedesco.
Il Reggiane Re.2006 fu sviluppato in parallelo al Re.2005 - che avrebbe dato origine, assieme a Fiat G.55 e Macchi M.C.205, alla "serie 5" dei caccia italiani - ma adottando soluzioni tecniche leggermente differenti come l'equipaggiamento con il motore Fiat 1050 RC.58I, una versione del Daimler-Benz DB 605 costruita su licenza.
Dato il successo ottenuto dalla "serie 5" e nell'intento di ottenere un ulteriore incremento nelle prestazioni, si richiese alle maggiori aziende aeronautiche italiane di sfruttare l'esperienza acquisita con i precedenti modelli abbinando la cellula dei nuovi caccia di "serie 6" al più potente motore Daimler-Benz DB 603. Con questo abbinamento, il 9 maggio 1943, la Reggiane ottenne le commesse per la realizzazione di due prototipi del nuovo aeroplano (MM.540 e MM.541) che avrebbero dovuto essere inviati a Guidonia per le valutazioni.
I lavori vennero avviati nello stesso anno, ma il programma di sviluppo fu ritardato e, infine, interrotto quando le autorità tedesche cancellarono le commesse relative ai due prototipi in seguito all'armistizio di Cassibile che aveva segnato la resa del Regno d'Italia nei confronti degli Alleati. Il progettista, l'ingegner Antonio Alessio, dispose il trasferimento in un altro luogo dell'unico prototipo in realizzazione (MM.540 che, a causa dell'indisponibilità di unità motrici, non fu mai equipaggiato di motore) al fine di evitare le interferenze dei tedeschi sullo sviluppo del progetto. A questo scopo, il tecnico Renzo Boldrini individuò una palestra di Correggio che venne adibita ad officina. Per trasportare all'interno del nuovo edificio le parti dell'aereo già realizzate, furono smontate le porte e demoliti alcuni muri; contemporaneamente, venne organizzata anche una mensa per gli operai. Per un certo periodo, i lavori ripresero nel nuovo sito, sotto il controllo tedesco, ma senza intralci.
Nell'ottobre del 1944, la Caproni (casa madre della Reggiane) dispose il trasferimento dell'unico prototipo a Taliedo. Alessio affidò l'incarico al tecnico Boldrini che utilizzò allo scopo un trattorino Balilla dotato di rimorchio. Il 12 ottobre 1944, dopo un viaggio rocambolesco durato una settimana, il prototipo giunse nella nuova destinazione e lì vi rimase per tutto il tempo della guerra, dimenticato tra gli aerei danneggiati o incompleti.
Terminato il conflitto mondiale, nel 1946, le autorità alleate disposero la demolizione dell'aereo. Reso inabile al volo e privato delle strumentazioni e delle armi, il prototipo fu consegnato al Politecnico di Milano - che ne aveva fatto richiesta a scopo didattico - dove venne studiato e sezionato fino al completo disfacimento.

## Tecnica
Coevo del Fiat G.56 e del Macchi C.207, l'aereo avrebbe dovuto montare il motore di produzione tedesca Daimler-Benz DB 603, capace di sviluppare una potenza pari a 1 750 cavalli (PS) (1 287 kW). Nei velivoli di serie, i radiatori sarebbero stati contenuti nello spessore della nuova ala stagna, con un grande affinamento dell'aerodinamica. Secondo i calcoli dei progettisti avrebbe potuto raggiungere i 750 chilometri orari a 8 000 metri di quota, superando in prestazioni tutti i caccia ad elica dell'epoca.
Il progetto non ebbe mai livree o insegne, né italiane né tedesche. Il colore giallastro del prototipo rispecchiava semplicemente il colore delle lamiere ancora allo stadio di lavorazione.

## Varianti in progetto
La costruzione del Re.2006 era un banco di prova e una copertura per altri progetti, in campo civile, che i vertici della Caproni intendevano proporre dopo la fine della guerra.
- Re.2006 C: variante disarmata destinata alle competizioni aeronautiche americane caratterizzata dalla rimozione delle armi e dall'ottimizzazione dell'aerodinamica. Realizzato solo il modello per le prove in galleria del vento.
- Re.2006 P: progetto dell'immediato dopoguerra di un aereo postale veloce monoposto, rimotorizzato con propulsore americano erogante 1 500 CV. Il carico postale previsto era di 1 000 kg. Realizzato solo il modello per le prove in galleria del vento.
- Re.2006 PP: Progetto simile al "Re.2006 P" ma con fusoliera più grande, per la funzione di aereo postale (carico di 100 kg) e di trasporto di sei passeggeri, oltre ai due piloti. Realizzato solo il modello per le prove in galleria del vento[7]